# Antimonida de bismuto
Las antimonidas de bismuto, bismuto-antimonio o aleaciones de bismuto-antimonio (Bi1-xSbx) son aleaciones binarias de bismuto y antimonio en distintas proporciones.
Algunas, en particular Bi0,9Sb0,1, fueron los primeros aislantes topológicos tridimensionales observados experimentalmente, materiales que presentan estados superficiales conductores pero tienen un interior aislante.
Varias aleaciones de BiSb también superconducen a bajas temperaturas, son semiconductores y se utilizan en dispositivos termoeléctricos.
El antimonuro de bismuto propiamente dicho (véase el recuadro de la derecha) se describe a veces como Bi2Sb2.

## Síntesis
Los cristales de antimonidas de bismuto se sintetizan fundiendo bismuto y antimonio juntos bajo gas inerte o al vacío. La fusión por zonas se utiliza para disminuir la concentración de impurezas[4]. Cuando se sintetizan monocristales de antimonidas de bismuto, es importante eliminar las impurezas de las muestras, ya que la oxidación que se produce en las impurezas da lugar a un crecimiento policristalino.

## Propiedades

### Aislante topológico
El bismuto puro es un semimetal con una pequeña separación de banda, lo que le confiere una conductividad relativamente alta (7,7×105 S/m a 20 °C). Cuando el bismuto se dopa con antimonio, la banda de conducción disminuye en energía y la banda de valencia aumenta en energía. A una concentración de antimonio del 4%, las dos bandas se cruzan, formando un punto de Dirac.(que se define como un punto en el que se cruzan las bandas de conducción y de valencia). Si se aumenta la concentración de antimonio, se produce una inversión de bandas, en la que la energía de la banda de valencia es mayor que la de la banda de conducción en determinados momentos. Entre concentraciones de Sb del 7 y el 22%, las bandas ya no se cruzan, y el Bi1-xSbx se convierte en un aislante de banda invertida. Es en estas concentraciones más altas de Sb cuando la brecha de banda en los estados superficiales desaparece, y el material conduce por tanto en su superficie.

### Superconductor
Las temperaturas máximas a las que el Bi0,4Sb0,6, como película delgada de espesores 150-1350 Å, es superconductor (la temperatura crítica Tc) son de aproximadamente 2 K. El monocristal Bi0,935Sb0,065 puede ser superconductor a temperaturas ligeramente superiores, y a 4,2 K, su campo magnético crítico Bc (el campo magnético máximo que puede emitir el superconductor) de 1,6 T a 4,2 K.

### Semiconductor
La movilidad de los electrones es un parámetro importante que describe los semiconductores, ya que describe la velocidad a la que los electrones pueden viajar a través del semiconductor. A 40 K, la movilidad de los electrones oscilaba entre 4,9×105 cm2/V-s con una concentración de antimonio de 0 y 2,4×105 cm2/V-s con una concentración de antimonio del 7,2%, lo que es mucho mayor que la movilidad de los electrones de otros semiconductores comunes como el silicio, que es de 1400 cm2/V-s a temperatura ambiente.
Otro parámetro importante del Bi1-xSbx es la masa efectiva de electrones (EEM), una medida de la relación entre la aceleración de un electrón y la fuerza aplicada a un electrón. La masa efectiva de electrones es de 2×10-3 me para x = 0,11 y de 9×10-4 me para x = 0,06.[2] Es mucho menor que la masa efectiva de electrones de muchos semiconductores comunes (1,09 en Si a 300 K, 0,55 en Ge y 0,067 en GaAs). Una EEM baja es buena para las aplicaciones termofotovoltaicas.

### Termoeléctrico
Los antimónidos de bismuto se utilizan como patas de tipo n en muchos dispositivos termoeléctricos por debajo de la temperatura ambiente. La eficiencia termoeléctrica, dada por su figura de mérito zT = σS2Tλ donde S es el coeficiente Seebeck, λ es la conductividad térmica y σ es la conductividad eléctrica, describe la relación entre la energía proporcionada por el termoeléctrico y el calor absorbido por el dispositivo. A 80 K, la figura de mérito (zT) para Bi1-xSbx alcanza un máximo de 6,5×10-3 K-1 cuando x = 0,15.[4] Además, el coeficiente Seebeck (la relación entre la diferencia de potencial entre los extremos de un material y la diferencia de temperatura entre los lados) a 80 K de Bi0,9Sb0,1 es de -140 μV/K, mucho menor que el coeficiente Seebeck del bismuto puro, -50 μV/K.